# هوكور إنجي غدناسون
هوكور إنجي غدناسون (بالآيسلندية: Haukur Ingi Guðnason)‏ هو لاعب كرة قدم آيسلندي في مركز الهجوم، ولد في 8 سبتمبر 1978 في كيفلافيك في آيسلندا. شارك مع منتخب آيسلندا لكرة القدم. أما مع النوادي، فقد لعب مع ناتدبيرنوفيلاغ ريكيافيكور ونادي فيلكير ونادي كيفلافيك ونادي ليفربول.

## وصلات خارجية
- هوكور إنجي غدناسون على موقع قاعدة بيانات كرة القدم.إي يو (الإنجليزية)
- هوكور إنجي غدناسون على موقع ناشيونال فوتبول تيمز (الإنجليزية)